# Despertaferro (pel·lícula)
Despertaferro! El crit del foc és una pel·lícula catalana dirigida per Jordi Amorós. L'argument ens parla de Llúria, un noi de dotze anys, que està fascinat per les aventures dels almogàvers.
El nom del film es basa en el famós crit de guerra «Desperta Ferro!» emprat pels almogàvers.
La pel·lícula es va estrenar l'any 1990 i amb Peraustrínia 2004 estrenada al mateix temps, té l'honor de ser el primer llargmetratge d'animació en català.